# مارلين فوس سافانت
مارلين فوس سافانت (بالإنجليزية: Marilyn vos Savant)‏ (و. 1946  م) هي كاتبة العمود، وصحفية، وكاتِبة أمريكية، ولدت في سانت لويس، ميزوري.

## التعليم
تعلمت في جامعة واشنطن في سانت لويس.